# Поп (ван Пекче)
Поп (кор. 법왕, 法王, Beop-wang, Pŏp-wang; пом. 600) — корейський ван, двадцять дев'ятий правитель держави Пекче періоду Трьох держав.

## Біографія
Був сином вана Хе. Зайняв трон після смерті батька 599 року.
Його коротке правління запам'яталось тим, що ван заборонив будь-яке вбивство, в тому числі полювання й рибальство. Зокрема він наказав спалити всі рибальські сітки, а також звільнити соколів.
За наказом Попа було розпочато будівництво храму Міреукса (найбільшого буддійського храму в Пекче). Зведення храму було завершено вже за правління його спадкоємця.
Помер 600 року. Трон після смерті Попа успадкував його син Му.